# Bataille de Marihueñu
Guerre d'Arauco
La bataille de Marihueñu (du mapudungun mariweñu), de Marihueno, de Marigüeñu, de Marigueñu ou de la côte de Villagrán est l'une des premières batailles décisives de la guerre d'Arauco. Elle oppose le toqui mapuche Lautaro, secondé par Caupolicán (es), et le nouveau gouverneur du Chili, Francisco de Villagra, le 24 février 1554, dans la sierra de Marihueñu, l'actuel cerro de Villagrán, au sud du río Chivilingo, dans la commune actuelle de Lota. Après la mort du gouverneur Pedro de Valdivia dans la bataille de Tucapel, Lautaro y vainc les forces que Francisco de Villagra a réunies afin de réprimer la rébellion mapuche. Après la bataille, les Espagnols finissent par croire perdue la conquête du Chili (es) et abandonnent la ville de Concepción, qui est détruite plus tard par les forces de Lautaro.

## Histoire
Après la défaite espagnole à la bataille de Tucapel, les Araucans enlèvent le bétail, détruisent les récoltes et brûlent toute demeure qui tombe entre leurs mains dans les environs de Concepción. Les Espagnols ont réorganisé leurs forces en hâte pour renforcer la défense du fort Imperial et de Concepción (en abandonnant Confines et Arauco à cette fin). Comme la tradition imposait aux Mapuches une longue célébration de leur victoire, Lautaro n'a pu exploiter le succès obtenu comme il l'aurait souhaité. Ce n'est qu'en février 1554 qu'il réussit à réunir une armée de 8 000 hommes, juste à temps pour affronter une expédition punitive de 370 Espagnols et de 2 000 Indiens auxiliaires commandée par Francisco de Villagra.
Le 20, Villagra quitte Concepción à la tête de 180 Espagnols : 130 cavaliers, 20 soldats d'infanterie et 30 servants chargés de six pièces d'artillerie (une espèce de couleuvrines de six centimètres) sous les ordres du maître de camp Alonso de Reinoso. Cinq cents Indiens auxiliaires complètent les forces espagnoles. Les troupes de Villagra sont bien organisées et ont un moral assez bon.
Le 22, Lautaro apprend la sortie des troupes ennemies et décide de les attendre sur les hauteurs de Marihueñu. Les Araucans n'embêtent pas les Espagnols lors du passage du fleuve Biobío et se conduisent comme ils l'ont fait lorsqu'ils observaient Valdivia marcher sur le fort Tucapel.
Laissant un détachement pour protéger les radeaux qui ont servi à franchir le fleuve, la colonne espagnole avance jusqu'à une vallée (Colcura) où elle campe le 23 février, à deux ou trois kilomètres de l'ennemi,. Villagra n'a envoyé personne en reconnaissance : il n'a donc aucune nouvelle de l'ennemi. La colonne prend le sentier des hauteurs de Marihueñú pour traverser la cordillère de la côte. Après le départ de Villagra, Lautaro envoie une force de 500 guerriers pour attaquer par surprise le pont de radeaux afin de couper la retraite espagnole. 
Comme le sentier traverse des bois épais, Villagra envoie par prudence le capitaine Alonso de Reinoso avec 30 hommes en reconnaissance,. À l'arrivée au sommet de la montagne de Laraquete, où s'étend une plaine coupée par un précipice du côté de la mer et, à l'est, par une forêt impénétrable où Lautaro a concentré ses forces, ce groupe est attaqué par les Mapuches, mais réussit à se replier et à rejoindre le gros des forces.
Villagra atteint le sommet de la montagne de Laraquete et fait ranger ses forces en ligne de bataille et placer les pièces d'artillerie (utilisées pour la première fois au Chili). Il est huit heures du matin. Un bruit assourdissant se fait soudain entendre lorsque la première division mapuche attaque les Espagnols de la même façon que Valdivia l'a été à Tucapel. Et encore une fois, elle se replie vers le bois et est remplacée par une deuxième division, puis une troisième et une quatrième, qui combattent avec la même impétuosité et le même courage.
À midi, de nombreux Espagnols et un millier d'Indiens auxiliaires sont déjà morts, et les Mapuches ne font aucun quartier. Lors d'un autre assaut, quelques Mapuches réussissent à pénétrer le cercle défensif espagnol et prennent Francisco de Villagra lui-même au lasso et le désarçonnent. Au prix d'un grand effort, les Espagnols réussissent à le libéérer des Mapuches, non sans être étourdis par les innombrables coups de massue et sans voir leurs armures toutes cabossées.
La bataille se poursuit toujours après huit heures de combat. Lorsqu'ils voient une troupe autochtone nombreuse vers l'arrière-garde après que Lautaro eut ordonné un mouvement tournant sur la droite, les Espagnols commencent à paniquer. Grâce à un assaut énergique, les Mapuches réussissent alors à tuer les 20 servants des canons et presque tous les Indiens auxiliaires et s'emparent des pièces d'artillerie. Villagra tient alors la bataille pour perdue et décide de battre en retraite, mais c'est la débandade chez les soldats, sourds à ses ordres. Au grand étonnement de Villagra, les Mapuches ont érigé une barricade sur une branche d'une bifurcation, ne laissant libre que le sentier menant au précipice. Ils tuent bien des Espagnols qui le prennent, à coups de gourdin ou de massue ou en les précipitant dans le vide.
Villagra réussit à percer une issue dans la barricade. À peine 66 soldats et quelques centaines d'Indiens auxiliaires parviennent à se sauver par cette issue. Quatre-vingt-huit Espagnols tombent aux mains des partisans mapuches euphoriques, de même que toute l'artillerie, les bagages et les montures. Lautaro a raffermi sa réputation de chef militaire.

## Conséquences de la bataille
- Les Espagnols sont totalement défaits et démoralisés dans le Sud. Après les défaites de Tucapel et de Marihueñu, Lautaro semble invincible, et ils n'essaient même pas de défendre Concepción, qu'ils évacuent et que Lautaro va incendier lors de la première destruction de cette ville (es).
- Il faudra deux ans aux Espagnols pour être de nouveau en mesure de combattre. Heureusement pour ces derniers, de mauvaises récoltes chez les Mapuches et le virus européen qu'ils appellent Chavalongo (es) (peut-être la fièvre typhoïde) arrêteront les guerriers autochtones sans défenses immunitaires.
- Lautaro a acquis du prestige, mais il n'arrive pas à convaincre les Mapuches (surtout les vieillards) de la nécessité d'attaquer Santiago pour mettre fin à la guerre. Seuls les mocetones (gaillards) le suivent, mais il n'arrive pas à réunir les forces nécessaires.

## Sources
- (es)Jerónimo de Vivar (es), Crónica y relación copiosa y verdadera de los reinos de Chile, Crónicas de América, ARTEHISTORIA, revue numérique.
- (es)Alonso de Góngora Marmolejo (en),Historia de Todas las Cosas que han Acaecido en el Reino de Chile y de los que lo han gobernado (1536-1575), Université du Chili.
- (es) Pedro Mariño de Lobera,Crónica del Reino de Chile , escrita por el capitán Pedro Mariño de Lobera....reducido a nuevo método y estilo por el Padre Bartolomé de Escobar, édition numérique tirée des Crónicas del Reino de Chile, Madrid, Atlas, 1960, p. 227-562, (Biblioteca de Autores Españoles ; 569-575). Bibliothèque numérique Miguel de Cervantes.